# Pałac w Kucharach (powiat oławski)
Pałac w Kucharach – zabytkowy pałac w Kucharach – wsi w Polsce, w województwie dolnośląskim, w powiecie oławskim, w gminie Domaniów.

## Historia
Obiekt wybudowany w 1907 w stylu neobarokowym, obecnie własność prywatna, jest częścią zespołu pałacowego, w skład którego wchodzą jeszcze: 
- park krajobrazowy z początku XX w., w połowie należący do pałacu, a w połowie do dawnego PGR, obecnie mocno zaniedbany, przez park przepływa rzeka Żórawka
- folwark z połowy XIX, XX w.